# Idioma sekele
El sekele es la variedad del norte del continuo dialectal del idioma !Kung. Se extendió por el sur de Angola antes de la guerra civil, pero esas variedades ahora se hablan principalmente entre los miembros de la diáspora del norte de Namibia. También se hablan varios dialectos en el extremo norte de Namibia.
Sekele tiene varios nombres. 'Sekele' en sí deriva de Vasekele, el nombre bantú angoleño. También se le conoce como el !Kung del norte (o su equivalente 'ǃXuun del norte', 'Ju del norte' u otras variantes). Dos de las variantes angoleñas han pasado por el término ya obsoleto de ǃʼOǃKung (o ǃʼO ǃuŋ [ǃˀoːǃʰũ] 'ǃKung del bosque') y de Maligo (abreviatura de 'Sekele Maligo'). Existen varios dialectos de Namibia, de los cuales el más conocido es el Ekoka.

## Dialectos
Existe una división entre los dialectos más septentrionales, anteriormente conocidos como !Kung angoleños o, a veces, simplemente como !Kung del norte, y los dialectos más meridionales del norte de Namibia, conocidos como !Kung del oeste o !Kung norte central y !Kung Kavango al este.
- El !Kung (más septentrional) angoleño , originario del sur de Angola, alrededor de los ríos Cunene, Cubango, Cuito y Cuando:

(N1) Maligo (!xuun, !xuun kúándò, "!Xuun Kwando"; SE de Angola)
(N2) ǃʼOǃKung (!ʼo !uŋ "!Xuun del bosque"; Este de Angola)
- Oeste (norte-central) !Kung, en el norte de Namibia, entre el río Ovambo y la frontera angoleña, alrededor de los afluentes del río Okavango al este de Rundu al salar de Etosha

(W1) - — (!xūún, !ʼālè !xòān, '!Xuun el valle'; distrito de Eenhana, Norte de Namibia)
(W2) ǀʼAkhwe (!xūún, ǀʼākhòè !xòān "!Xuun de Kwanyama"; Eenhana, Norte de Namibia)
(W3) Tsintsabis (!xūún; Tsintsabis, distrito de Tsumeb, Norte de Namibia)
- (K) !Kung Kavango (!xūún, conocido como !xūún dom "!Xuun del río" en Ekoka; distrito occidental de Rundu, Norte de Namibia y la Angola adyacente)